# Soapy Smith

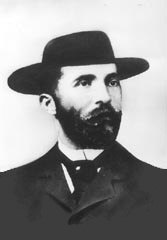
Soapy Smith (1860–1898)

Jefferson Randolph "Soapy" Smith II (2/11/1860 – 8/07/1898) hay Soapy Smith, Smith Xà phòng, là một nghệ sĩ lừa bịp (con artist - ảo thuật?), chủ quán rượu và sòng bạc, gangster, và thủ lĩnh tội phạm của Miền Tây Mỹ (Old West) thế kỷ 19.
Lừa đảo nổi tiếng nhất của ông là "vợt gói xà phòng" (prize package soap sell racket - khó dịch). Nó dẫn đến ông được tặng tên lóng là "Xà phòng", cái tên lóng theo ông cho đến chết.